# 248 pr. n. št.

## Smrti
- Arsinoja I., egipčanska kraljica ( † 305 pr. n. št.)